# Myliobatis guyoti
Espèce
Myliobatis guyoti est une espèce éteinte de raies fossiles appartenant à la famille des myliobatidés.